# Turbomeca
La Turbomeca è un'azienda francese produttrice di turbine a gas di medio-bassa potenza principalmente per applicazioni nel settore aerospaziale, l'azienda è infatti specializzata nella fabbricazione di turbine per elicotteri, ma produce anche per aeroplani, missili, e per il settore industriale e marino.
La Turbomeca è stata fondata nel 1938 da Joseph Szydlowski, un progettista di origine polacca; nel settembre 2001 l'azienda è stata integrata nella Snecma che successivamente nel 2005 si è integrata con la Sagem per formare il gruppo SAFRAN.

## Prodotti

### Turbine per elicotteri
- Arrius
- Arriel
- TM 333
- Ardiden / Shakti (con HAL)
- MTR390 (con MTU Aero Engines e Rolls-Royce plc)
- Makila
- RTM 322 (con Rolls-Royce plc)

### Turbogetti per aerei
- Adour (con Rolls-Royce plc)

### Del passato
- Artouste
- Aspin
- Astafan
- Astazou
- Aubisque
- Bastan
- Gabizo
- Lazarc (con Snecma)
- Marboré
- Marcadau
- Palas
- Palouste
- Piméné
- TM 333
- Turmo